# 牛首突吻鱈
牛首突吻鱈，為輻鰭魚綱鱈形目鼠尾鱈科的其中一種，分布於東太平洋巴拿馬至秘魯海域，深度1480-2880公尺，體長可達59公分，屬深海底棲性魚類，棲息在底層水域，生活習性不明。

## 扩展阅读
維基物種上的相關：牛首突吻鱈